# 石原明日那
石原 明日那（いしはら あすな、2017年1月19日 - ）は、日本の子役。テアトルアカデミー所属。

## 略歴
『家族の旅路』で谷村美月が演じるヒロイン・河村礼菜の幼少期役を演じ、テレビドラマに初出演。

## 出演

### テレビドラマ
- 家族の旅路（2018年、河村礼菜〈幼少期〉役）